# تپه اطراف شهر سوخته ۳۸۵
تپه اطراف شهر سوخته ۳۸۵ مربوط به سدهٔ ۹ تا ۱۲ ه.ق است و در شهرستان زابل، بخش شیب آب، دهستان لوتک، روستای حومه شهر سوخته واقع شده و این اثر در تاریخ ۲۷ اسفند ۱۳۸۶ با شمارهٔ ثبت ۲۲۷۵۱ به‌عنوان یکی از آثار ملی ایران به ثبت رسیده است.